# 壬二酸
壬二酸（nonanedioic acid）俗称杜鵑花酸（azelaic acid，AzA），是一種飽和二羧酸，化學式 HOOC(CH2)7COOH。在標準狀態下，純壬二酸呈白色粉末狀。壬二酸自然存在於小麥、黑麥和大麥等榖物中。壬二酸可作為聚合物和增塑劑等化工產品的前體，它也是外用抗痤瘡藥物和某些頭髮和皮膚養護劑的成分。

## 製備
在工業上，壬二酸可透過油酸的臭氧分解生產，而過程的副產品為壬酸。生活在正常皮膚上的真菌秕糠馬拉癬菌會自然分泌壬二酸，而壬二酸也是壬酸的細菌分解產物。
9-十八碳烯酸经过强氧化剂（如高锰酸钾氧化）可以制得壬二酸。

## 生物作用
在植物中，壬二酸是感染後防禦反應中所涉及的一種植物激素。它能誘導水楊酸的積累，而水楊酸則是植物防禦反應的重要組成部分。

## 應用

### 聚合物及相關材料
壬二酸酯可用於潤滑劑和增塑劑。在潤滑劑工業中，它可用作鋰潤滑脂的增稠劑。壬二酸與六亞甲基二胺的共聚物是特種塑料尼龍-6,9。

### 醫學用途

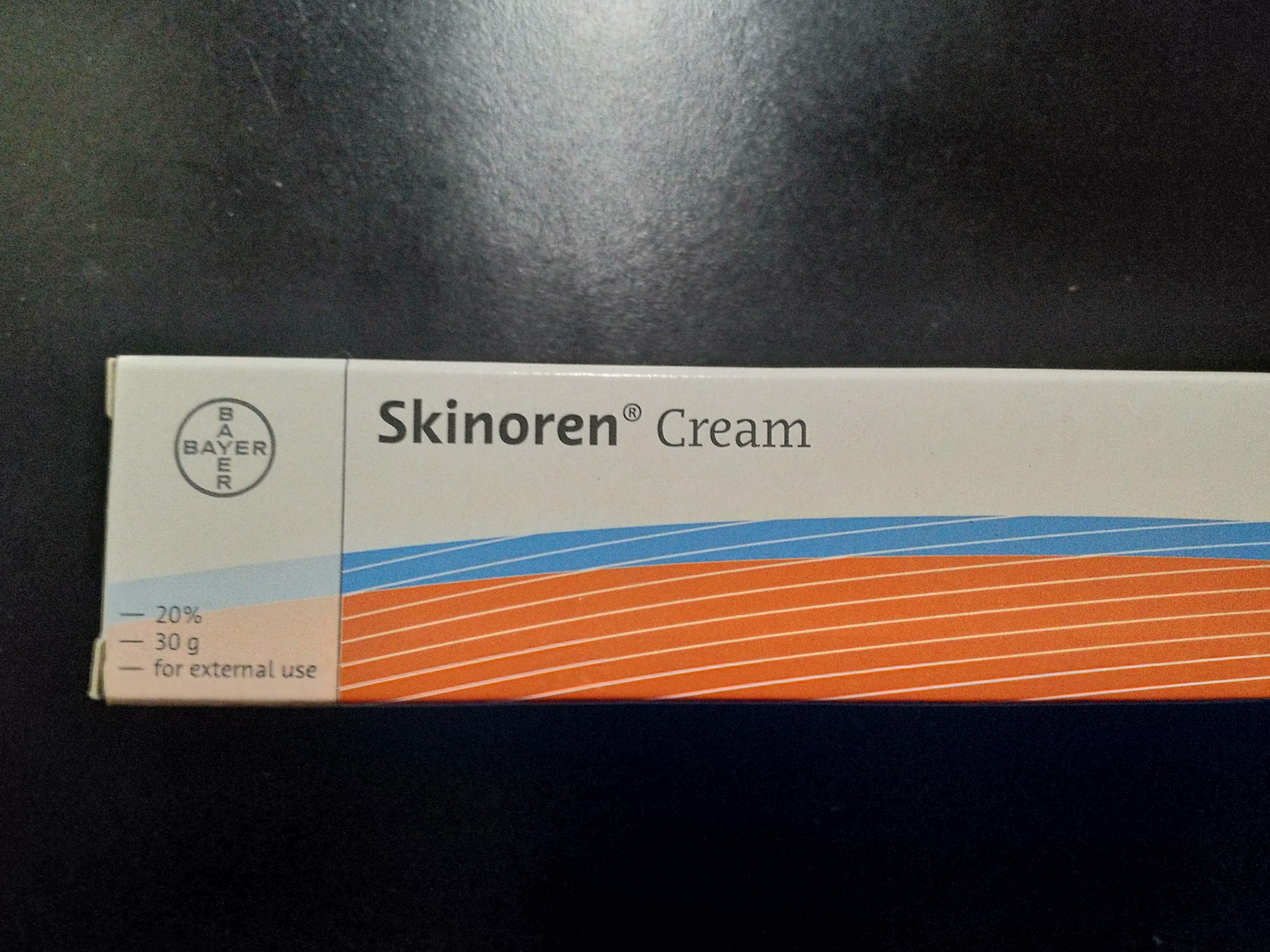
壬二酸20%外用藥膏，以商品名稱Skinoren銷售

壬二酸可用於治療輕度至中度的粉刺性和炎性痤瘡。壬二酸是通过抗菌和降低皮肤游离脂肪酸和脂质的成份以及抗皮肤角化作用而发挥其治疗效果，其能殺死感染毛孔的痤瘡細菌，還會降低角蛋白的產生，而角蛋白是一種促進痤瘡細菌生長的天然物質。由於它具有消炎作用，壬二酸還可以用作治療玫瑰痤瘡的外用藥物。它可以治療玫瑰痤瘡引起的腫塊和腫脹。壬二酸的作用機制是通過抑制過度活躍的蛋白酶活性，該蛋白酶能將導管素轉化為抗微生物肽LL-37。壬二酸也可用於治療皮膚色素沉著，包括黃褐斑和炎症後色素過度沉著，尤其是對於那些膚色較深的人。它也被推薦作為對苯二酚的代替品。作為酪氨酸酶抑製劑，壬二酸可抑制黑色素的合成。
與治療脫髮藥物非那甾胺和度他雄胺相似的是，壬二酸也是一種有效的5α還原酶抑制劑。

## 外部連結
- DermNet treatments/azelaic-acid

- Azelaic Acid Topical （页面存档备份，存于）